# گمینا رادگوشچ
گمینا رادگوشچ (به لهستانی:  Gmina Radgoszcz) یک گمینا در لهستان است که در شهرستان دانبرووا واقع شده‌است. گمینا رادگوشچ ۸۸٫۳ کیلومتر مربع مساحت و ۷٬۴۸۴ نفر جمعیت دارد.